# George Shearing
George Shearing, OBE, (13. august 1919 – 14. februar 2011) var en engelsk-amerikansk jazzpianist og -komponist, der i mange år stod i spidsen for en populær jazzkvintet. Han var kendt for en række kompositioner som "Lullaby of Birdland" samt den såkaldte George Shearing voicing, hvor han uden ord synger synkront med den melodi, der spilles.

## Biografi
George Shearing blev født i Battersea i London som den yngste af ni børn. Hans forældre tilhørte arbejderklassen som henholdsvis kuludbringer og rengøringsdame i tog. George var blind ved fødslen og begyndte allerede som treårig at spille klaver for i nogen grad at kompensere for handikappet. Han begyndte at spille som professionel i en alder af seksten år, og han spillede en overgang i et orkester bestående udelukkende af blinde musikere. Hans interesse for jazzen startede allerede i teenagealderen, hvor han blev inspireret af musikere som Ted Wilson og Fats Waller
Shearing indspillede sin første plade i 1937, og han blev snart populær i sit hjemland. Han spillede i BBC og kom til at spille sammen med Stéphane Grappelli, der under krigen var flygtet til England. Syv år i træk vandt Shearing afstemninger i Melody Maker som bedste engelske jazzpianist, inden han i 1947 emigrerede til USA. Dermed blev han på nærmeste hold introduceret til beboppen, der få år før var opstået i New York. Han kom til at erstatte Erroll Garner i Oscar Pettifords trio og efterfølgende kvartet.
I 1949 dannede George Shearing selv sin første kvintet, der blandt andet omfattede den kvindelige vibrafonist Marjorie Hyams; kvinder var noget af et særsyn i jazzorkestre på den tid, bortset fra som sangere. Snart fik kvintetten pladekontrakt, først med MGM, fra 1955 med Capitol Records. Shearing spillede også sammen med solister som Peggy Lee og Nat King Cole, og fra begyndelsen af 1960'erne spillede han jævnligt sammen med symfoniorkestre. 
Kvintetten fortsatte med at eksistere med vekslende besætninger, indtil Shearing i slutningen af 1970'erne efterhånden indså, at der var noget lidt for forudsigeligt over den. I stedet spillede han i trio- og efterhånden også i duosammenhænge, og han kom efter en periode med dalende popularitet igen frem i rampelyset. Blandt hans medspillere i de senere år var Mel Tormé, Montgomery Brothers og John Pizzarelli. Han fortsatte som aktiv musiker stort set til sin død.

## Hæder og anerkendelser
George Shearing modtog adskillige anerkendelser i sin lange karriere. Han blev udnævnt til æresdoktor i musik ved Westminster College i Salt Lake City i 1975 og ved Hamilton College i New York i 1994. Han var med på to album, der indbragte Mel Tormé grammyer i 1983 og 1984, og han modtog en Lifetime Achievement Award fra BBC Jazz Awards i 2003.
Han opnåede at spille for tre amerikanske siddende præsidenter: Gerald Ford, Jimmy Carter og Ronald Reagan, og han har optrådt for dronning Elizabeth og prins Philip ved en Royal Command Performance, og han modtog i 2007 Order of the British Empire.

## Diskografi
- 1947: Piano Solo — Savoy
- 1949: Midnight on Cloud 69 — Savoy
- 1949: George Shearing Quintet — Discovery
- 1950: You're Hearing the George Shearing Quartet — MGM
- 1951: An Evening with the George Shearing Quintet
- 1951: Souvenirs — London
- 1951: Touch of Genius — MGM
- 1952: I Hear Music — Metro
- 1955: Shearing Caravan — MGM
- 1955: Shearing in Hi Fi — MGM
- 1955: The Shearing Spell — Capitol
- 1956: Latin Escapade — Capitol
- 1956: Black Satin — Capitol (T858)
- 1956: By Request — London
- 1956: Velvet Carpet — Capitol
- 1957: Shearing on Stage — Capitol
- 1958: Blue Chiffon — Capitol
- 1958: Burnished Brass — Capitol
- 1958: Latin Lace — Capitol
- 1958: George Shearing on Stage! — Capitol
- 1958: Latin Affair — Capitol
- 1958: In the Night with Dakota Staton — Capitol
- 1959: Satin Brass — Capitol
- 1959: Satin Latin — MGM
- 1959: Beauty and the Beat! (med Peggy Lee) — Capitol
- 1960: San Francisco Scene — Capitol
- 1960: On the Sunny Side of the Strip — GNP
- 1960: The Shearing Touch — Capitol (T1472)
- 1960: White Satin — Capitol
- 1961: George Shearing and the Montgomery Brothers — Jazz
- 1961: Mood Latino — Capitol
- 1961: Nat King Cole Sings/George Shearing Plays (med Nat King Cole) — Capitol
- 1961: Satin Affair — Capitol
- 1961: The Swingin's Mutual! (med Nancy Wilson) — Capitol
- 1962: Concerto For My Love – ST-1755 Capitol
- 1962: Jazz Moments — Blue Note
- 1962: Shearing Bossa Nova — Capitol
- 1962: Soft and Silky — MGM
- 1962: Smooth & Swinging — MGM
- 1963: Touch Me Softly — Capitol
- 1963: Jazz Concert — Capitol
- 1963: Rare Form — Capitol
- 1963: Old Gold and Ivory — Capitol
- 1963: Latin Rendezvous — Capitol
- 1964: Out of the Woods — Capitol
- 1964: Deep Velvet — Capitol
- 1966: That Fresh Feeling — Capitol
- 1969: In the Mind — Capitol
- 1970: Out of This World (Sheba Records)
- 1971: The Heart and Soul of George Shearing and Joe Williams (Sheba)
- 1972: As Requested (Sheba)
- 1972: Music to Hear (Sheba)
- 1972: The George Shearing Quartet (Sheba)
- 1973: GAS (Sheba)
- 1973: The George Shearing Trio, Vol. 1
- 1974: Light Airy and Swinging — MPS/BASF
- 1974: My Ship — MPS/BASF
- 1974: The Way We Are — MPS/BASF
- 1975: Continental Experience — MPS/BASF
- 1976: The Many Facets of George Shearing – MPS/BASF
- 1976: The Reunion — MPS/BASF (med Stéphane Grappelli)
- 1977: Windows — MPS/BASF
- 1977: 500 Miles High – MPS/BASF
- 1977: Feeling Happy – MPS/BASF
- 1979: Getting in the Swing of Things — MPS/BASF
- 1979: Live — Concord Jazz
- 1979: Blues Alley Jazz (Live) — Concord Jazz
- 1979: Concerto for Classic Guitar and Jazz Piano — Angel
- 1980: Two for the Road (med Carmen McRae) — Concord
- 1980: In Concert at the Pavilion — Concord Jazz
- 1980: On a Clear Day — Concord Jazz
- 1981: Alone Together — (med Marian McPartland) Concord Jazz
- 1981: First Edition — Concord Jazz
- 1982: An Evening with George Shearing & Mel Tormé (Live, med Mel Tormé)
- 1983: Top Drawer — Concord Jazz (Live, med Mel Tormé)
- 1984: Live at the Cafe Carlyle — Concord
- 1985: An Elegant Evening — Concord Jazz (med Mel Tormé)
- 1985: Grand Piano — Concord Jazz
- 1986: Plays Music of Cole Porter — Concord
- 1986: More Grand Piano — Concord Jazz
- 1987: A Vintage Year — Concord Jazz (Live, med Mel Tormé)
- 1987: Breakin' Out — Concord Jazz
- 1987: Dexterity — Concord Jazz (Live, med gæsteoptræden af Ernestine Anderson)
- 1988: The Spirit of 176 — Concord Jazz (with Hank Jones)
- 1988: Perfect Match — Concord Jazz (med Ernestine Anderson)
- 1989: George Shearing in Dixieland — Concord
- 1989: Piano — Concord Jazz
- 1990: Mel and George "Do" World War II  — Concord (Live, med Mel Tormé)
- 1991: Get Happy! – EMI Classics
- 1992: I Hear a Rhapsody: Live at the Blue Note – Telarc (Live)
- 1992: Walkin': Live at the Blue Note — Telarc (Live)
- 1992: How Beautiful Is Night — Telarc
- 1994: That Shearing Sound — Telarc
- 1994: Great Britain's Marian McPartland & George Shearing — Savoy Jazz
- 1994: Cocktail for Two — Jazz World
- 1995: Paper Moon: Songs of Nat King Cole
- 1997: Favorite Things — Telarc
- 1998: Christmas with The George Shearing Quintet — Telarc
- 2000: Just for You: Live in the 1950s — Jazz Band
- 2001: Live at the Forum, Bath 1992 — BBC Legends (Live)
- 2001: Back to Birdland — Telarc (Live)
- 2002: The Rare Delight of You (med John Pizzarelli)  – Telarc
- 2002: Pick Yourself Up — Past Perfect
- 2002: Here and Now. New Look – med G.S. Quintet and String Choir
- 2004: Like Fine Wine — Mack Avenue
- 2005: Music to Hear — Koch
- 2005: Hopeless Romantics (med Michael Feinstein) — Concord
- 2006: Live Jazz from Club 15 — Request (Live)
- 2006: Swinging in a Latin Mood — Universal